# Burgstall bei den Schenkenseen
Der Burgstall bei den Schenkenseen ist der Rest einer abgegangenen, vermutlich hochmittelalterlichen Turmhügelburg (Motte), die südöstlich des Weilers Markertshofen im baden-württembergischen Landkreis Schwäbisch Hall im Tal des Schenkenbachs lag. Über diese kleine Burganlage ist bis heute nichts Näheres gesichert, weder wer sie einst errichten ließ, noch wer auf ihr saß oder warum sie zerstört wurde.

## Geschichte
Es lassen sich bis heute keine schriftlichen Nachrichten mit Sicherheit auf diese Burgstelle beziehen, nach der Bauweise der Burg ist sie ins 12. oder 13. Jahrhundert zu datieren.
Aus verschiedenen Urbaren des 14. Jahrhunderts stammt die Bezeichnung „Neukottspiel“ für diese Burg. Damit würde sie mit dem Ortsadel von Kottspiel und ihrer dortigen Wasserburg Kottspiel (heute ebenfalls ein Burgstall) in direktem Zusammenhang stehen. Warum sie aber diesen abgelegenen Platz wählten, der anscheinend auch nicht von einer Altstraße berührt wurde, ist nicht nachvollziehbar. Durch das Tal des Schenkenbaches, also unmittelbar am Burgstall vorbei, verlief ein Abschnitt der Ellwanger Wildbanngrenze. Ob die Burg aber diesem Grenzverlauf zugeordnet werden kann, ist unbekannt. Die ältere Forschung hatte die eher unwahrscheinliche These aufgestellt, dass dort der ursprüngliche Sitz der Herren von Kottspiel gewesen sei, der in Altkottspiel umbenannt worden sei, nachdem sie eine neue Burg (Neukottspiel) im Ort Kottspiel errichtet hatten.
Erstmals erwähnt wurde der Burgname im Jahr 1419 in einem Lehensrevers von Haller Bürgern, als Graf Albrecht von Hohenlohe verschiedene Güter, darunter das „purkstal genant neuen kotspühel“ eingezogen hatte. Da sich die Herren von Kottspiel Ende des 14. Jahrhunderts in Schwäbisch Hall niederließen, könnte es sich um ihre ehemaligen Güter gehandelt haben.
Auch 1495 wurde der Wald Neukottspiel genannt, damals wurde er von Kraft von Hohenlohe an das Spital in Schwäbisch Hall verkauft.
1522 wurde ein Holz „das Meylandt Alt und Neu Kotspuhel“ erwähnt, auch später, 1717, wurde der Spitalwald als das „alt Cothspühl“ bezeichnet. Da es auch auf weiteren Karten des 18. Jahrhunderts die Bezeichnungen „Kotzbühel“ für den Burghügel und „Hallisch Spital Holtz der Alte Kotzbühl“ für den umliegenden Wald gab, scheint die Bezeichnung Neukottspiel sich allmählich in Altkottspiel gewandelt zu haben.

## Beschreibung
Heute befindet sich der Burgstall am Südrand des östlichen und oberen der zwei noch bestehenden Schenkenseen. Diese Fischweiher, damals waren es noch vier, wurden wohl erst in der zweiten Hälfte des 16. Jahrhunderts als Fischweiher angelegt.
Auf der Talseite war die Burganlage von Natur aus gut durch die sumpfige Niederung des Bachlaufes geschützt. Da sich dort heute der Weiher befindet, kann über die Befestigung an dieser Seite nichts gesagt werden. Nur an den restlichen Seiten, vor allem an der durch den Schiedberg überhöhten Südseite, wurde zusätzlicher Schutz benötigt.
An diesen Seiten wurden zwei Gräben angelegt. Der äußere, winkelförmige Sohlgraben beginnt westlich des Weihers stark verflacht, und wird nach etwa 17 Meter von einem Waldweg unterbrochen. Er verläuft 94 Meter in südöstlicher Richtung mit etwa 3 Meter Breite an der Sohle und verschmälert sich allmählich. Von außen ist der Graben etwa 3 bis 3,5 Meter tief, nach innen etwa 2,5 Meter, dort wurde ihm ein bis zu 1,2 Meter hoher Randwall aufgesetzt. Am südlichsten Punkt des Grabens wird er nochmals von einem Waldweg überquert, der in das Innere der Anlage führt. Anschließend biegt der Graben in nördliche Richtung um und endet nach etwa 60 Metern im Weiher. Dieser Wallgraben umgibt ein sichelförmiges Gelände, das nach Norden leicht abfällt und wohl der Platz der Vorburg war. Spuren von Bebauung sind dort nicht mehr zu sehen.
Der zweite, innere Graben umgibt den zentralen Burghügel etwa halbringförmig. Der aus dem Schilfsandstein herausgehauene Halsgraben (Bild 2 und 3) endet an beiden Seiten im Weiher (Bild 4). Seine äußere, fast senkrechte Böschung ist etwa 7 Meter hoch, zum Burghügel hin steigt sie nur 3 bis 4 Meter an.
Der rechteckige Burghügel erstreckt sich etwa 27 Meter von Nord nach Süd und war 20 Meter breit. Auch dieser Bereich fällt leicht nach Norden ab und endet an einem 6 Meter hohen Geländeabfall in den Weiher (Bild 1 und 4). Spuren von Bebauung sind dort ebenfalls nicht mehr vorhanden.

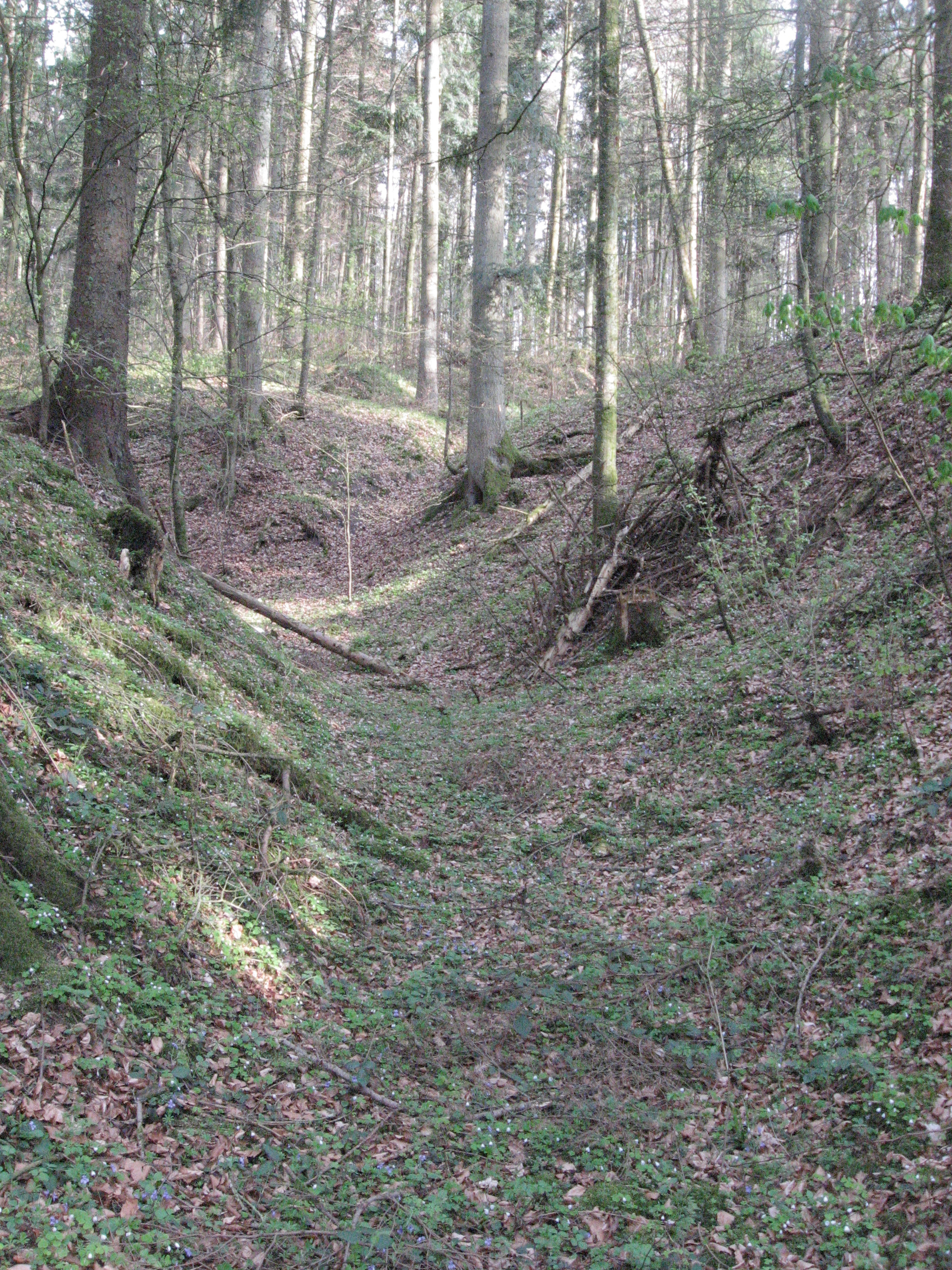
Bild 2: Westlicher Teil des Halsgrabens, links Anstieg zum Vorburggelände
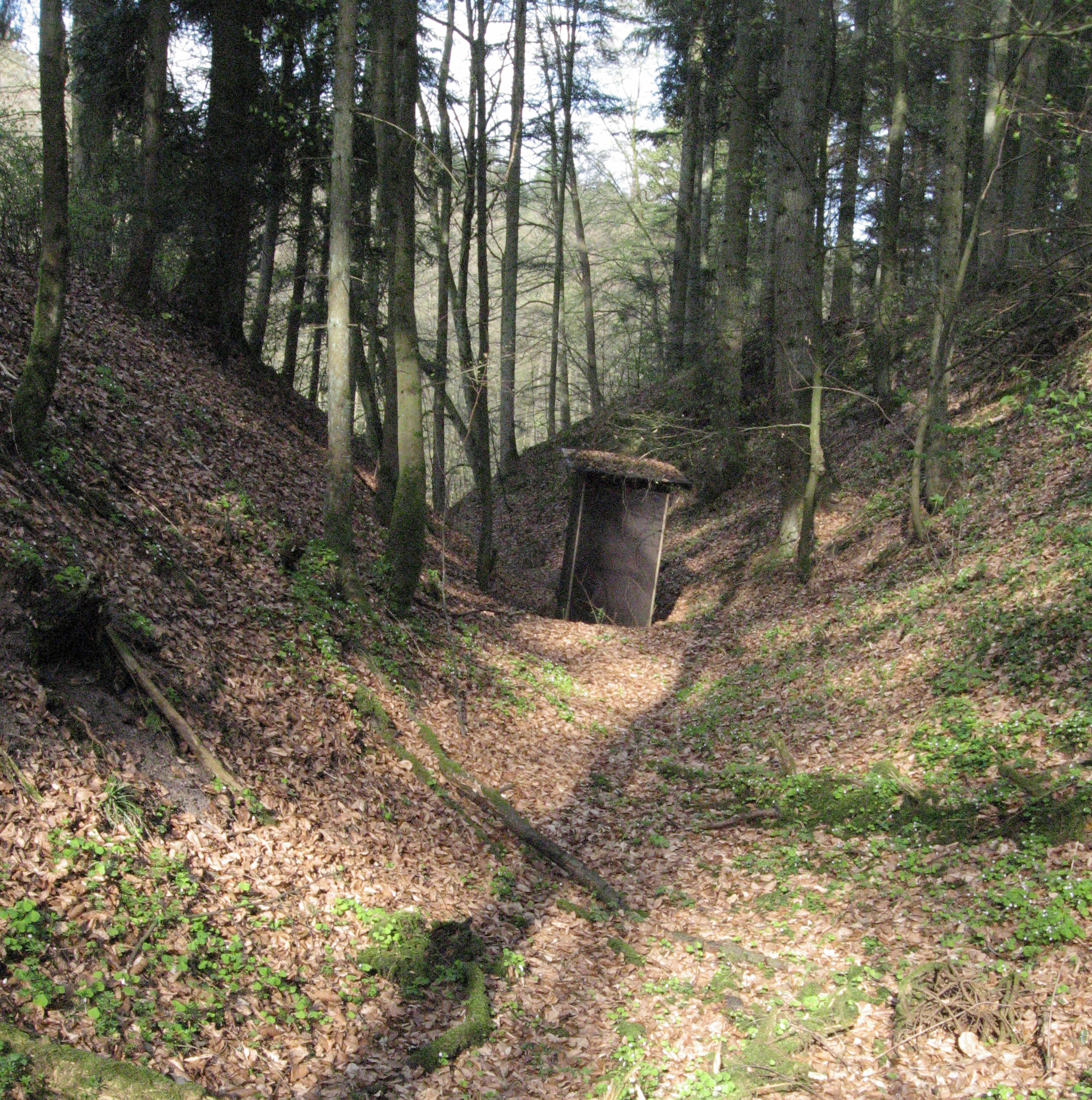
Bild 3: Südlicher Teil des Halsgrabens, links Anstieg zum Burghügel
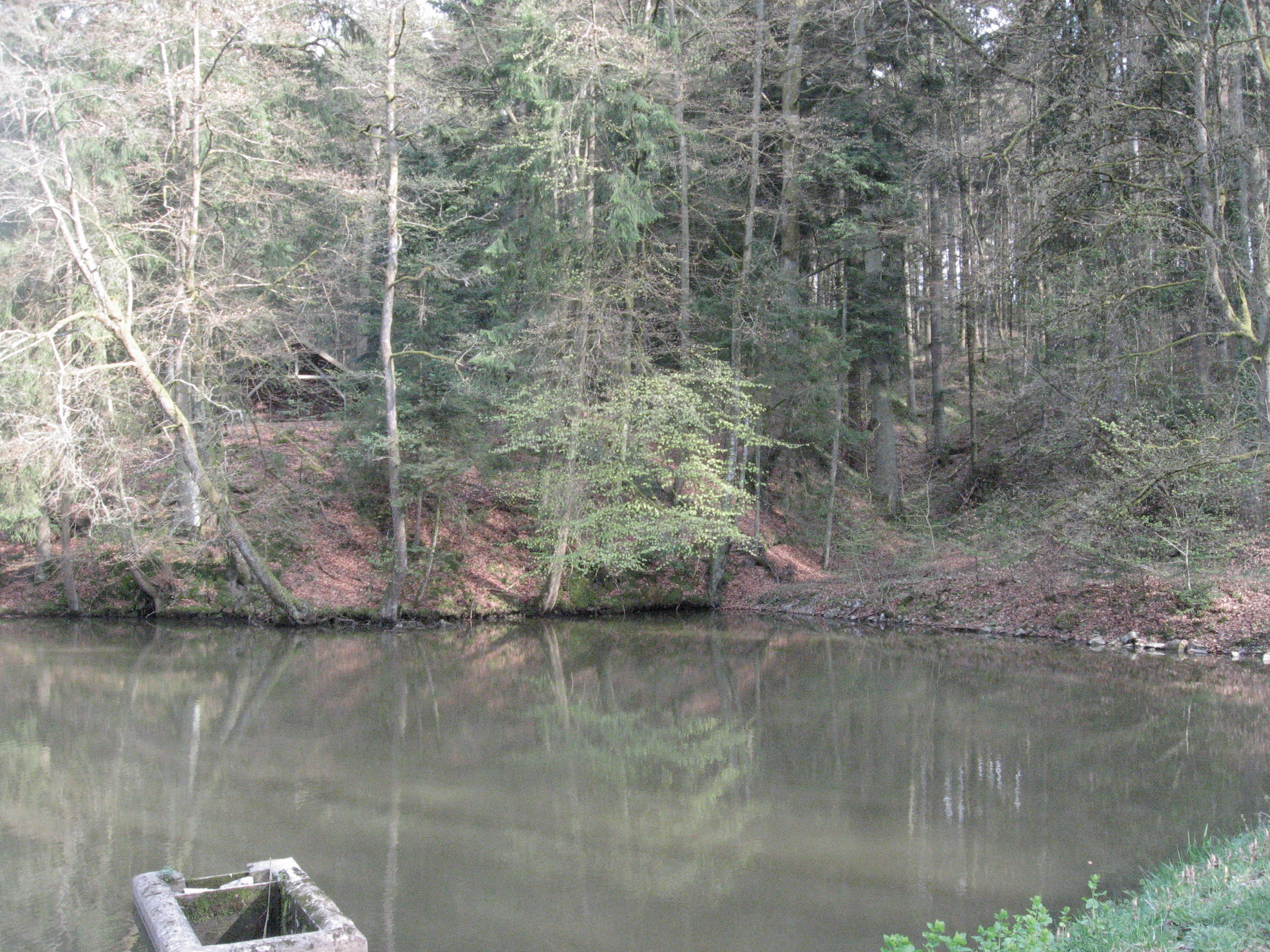
Bild 4: Ansicht des Burghügels und des westlichen Teils des inneren Grabens